# Doctor Jones
Doctor Jones is een liedje van de Deens-Noorse band Aqua, uitgebracht in 1997 in navolging van de nummer 1-hit Barbie Girl. Doctor Jones kwam net als zijn voorganger van het album Aquarium en zorgde in vele landen voor een tweede nummer 1-hit voor Aqua.
In een paar maanden tijd werd de pop- en eurohousesingle over de gehele wereld uitgebracht. In de periode tussen oktober 1997 en februari 1998 zorgde Doctor Jones voor hoge posities in de hitlijsten van onder anderen Europa, Japan en de Verenigde Staten.
Ook Nederland liep weer warm voor de single, net als bij voorganger Barbie Girl. Aqua luidde in Nederland een periode in van eurohouse en kitscherige muziek. December 1997 stond Doctor Jones samen met voorganger Barbie Girl in de top 5 van de Nederlandse Top 40. Het komt zelden voor dat twee liedjes van één artiest samen in de hoogste regionen van de Nederlandse hitlijsten staan.
De clip speelt in op de naam Doctor Jones die het hoofdpersonage uit de film Indiana Jones vaak kreeg. Zanger René Dif redt de overige groepsleden van een stereotypische voodoostam.